# Farmacevtska biologija
Farmacevtska biologija je področje farmacije, ki se ukvarja z biološkimi osnovami farmacije, zlasti pridobivanjem zdravilnih učinkovin iz naravnih virov.
Deli se na dve področji:
- farmakognozijo, ki proučuje predvsem zdravilne rastline, in
- farmacevtsko biotehnologijo, ki proučuje predvsem pridobivanje zdravilnih učinkovin z gojenjem gliv,  živali, bakterij ter rastlinskih in živalskih celičnih kultur v bioreaktorjih.